# Шишкань (Молдова)
Шишкань (рум. Șișcani) — село у Ніспоренському районі Молдови. Адміністративний центр однойменної комуни, до складу якої також входять села Дрождієнь та Одая.

## Населення
За даними перепису населення 2004 року у селі проживали 2233 особи.
Національний склад населення села:
| Національність       | Кількість осіб | Відсоток   |
| -------------------- | -------------- | ---------- |
| молдавани румуни     | 2105 104       | 94,3% 4,7% |
| українці             | 17             | 0,8%       |
| росіяни              | 5              | 0,2%       |
| поляки               | 1              | < 0,1%     |
| інша / без відповіді | 1              | < 0,1%     |
| Всього               | 2233           | 100%       |